# Тодор Найчев
Тодор Конев Найчев е български революционер.

## Биография
Тодор Найчев е роден на 13 септември 1859 година в град Прилеп. Още млад в 1882 година се присъединява към четата на Димо Чакрев, състояща се от 18 души - братята Миайле и Диме Чакреви, братята Илия и Тоде Бъчварови, Илия Радобилчето, Йосиф от Голем Радобил, Петър Шиндил от Големо Койнари и други. Дават няколко сражения на войска и башибозук, като най-голямото е при село Железник, Демирхисарско, когато убиват злодея Чакър Исмаил. Според Найчев целта на акцията е била „защита на българското народностно име в Македония“. Властите предприемат големи гонения срещу българското население и четата е принудена в 1883 година да се изтегли в Свободна България.
След кратък престой в България Найчев се присъединява към четата на Адам Калмиков, брояща 55 души. В края на пролетта на 1885 година четата е въоръжена в Кюстендил и навлиза в Македония от Дупница. Първото сражение на четата е при Градец, Демиркапийско, в което четата е разбита, а Калмиков е убит. Разбитата чета се оттегля към Струмица, а Найчев е изпратен в града за храна, но е предаден и заловен. Заедно с още 15 заловени четници са затворени в Беяс куле в Солун. Осъден е на 15 години заточение в Диарбекир заедно с Питу Гулев. След 10 години затвор Найчев е пуснат свободно да живее в Диарбекир. Жени се за гъркиня в Диарбекир. Използва връзките си в затвора, за да подпомага затворените българи, гърци и албанци и го наричат „българина консул“. При погромите над християните в Мала Азия, раздава парите си на затворниците и се изселва обратно в Прилеп. В Прилеп се включва активно в дейността на Вътрешната македоно-одринска революционна организация, но е преследван от властите и решава отново да замине за Диарбекир. Остава в Диарбекир до 1922 година, когато се връща отново в Прилеп.
На 1 март 1943 година, като жител на Прилеп, подава молба за българска народна пенсия, която е одобрена и пенсията е отпусната от Министерския съвет на Царство България.
Оставя разказ за Калмиковата чета.